# Педоцентризм
Пе́доцентри́зм (др.-греч. παῖς, родительный падеж παιδός — дитя и лат. centrum — центр) — педагогический принцип, отрицающий систематическое обучение и воспитание детей по заранее разработанным учебным программам и требующий организации занятий только на основе непосредственно возникающих у детей желаний и интересов. Организация учебного процесса, при которой «личность ребёнка имеет наибольшую возможность проявить себя», — игры, беседы и др. занятия по так называемым центрам интересов детей; задача учителя лишь направлять деятельность учащихся. Педоцентрические идеи составляют существенную часть педагогической системы Ж. Ж. Руссо, известного бельгийского педагога и психолога Жана Овидия Декроли и  американского педагога Дж. Дьюи.

## Публикации
- Яценко Н.Е.Толковый словарь обществоведческих терминов.- СПб.: Изд-во "Лань", 1999. - 528 с.